# Cyclone Global Navigation Satellite System
CYGNSS (Cyclone Global Navigation Satellite System) es un sistema espacial desarrollado por la Universidad de Míchigan y el Southwest Research Institute con el objetivo de mejorar la predicción de huracanes mediante el estudio y mejor entendimiento de las interacciones entre el mar y el aire cercano al núcleo de las tormentas.
En junio de 2012, la NASA patrocinó el proyecto por 152 millones de dólares con la Universidad de Míchigan, quienes dirigen su desarrollo. Otros participantes en el desarrollo de CYGNSS son el Instituto de Investigación del Suroeste, Sierra Nevada Corporation, y Surrey Satellite Technology.
El plan consistía en construir una constelación de ocho micro-satélites para ser lanzados simultáneamente en un solo vehículo lanzador a una órbita baja terrestre, de 500 km de altitud. Se planteó el lanzamiento para el 12 de diciembre de 2016, y mantenerse en funcionamiento durante dos temporadas ciclónicas. Ciertos problemas con una bomba en la aeronave impidieron este primer lanzamiento, pero un segundo intento exitoso tuvo lugar el 15 de diciembre de 2016.

## Descripción
CYGNSS mide los vientos de superficie en los océanos, utilizando un radar bi-estático con la señal de satélites GNSS como los GPS, técnica conocida como reflectometría GNSS (GNSS-R). Cada satélite CYGNSS recibe la señal directa desde el satélite GNSS y el correspondiente reflejo en a superficie de la Tierra; usando la señal directa se conoce la posición exacta de CYGNSS, y computando la reflejada se puede obtener información sobre la superficie reflectora. Una de las cosas que puede detectarse es la rugosidad de la superficie marina, lo que se relaciona con la velocidad del viento. Utilizando una red de ocho satélites se obtiene un tiempo de revisión máximo de aproximadamente 7 horas. Los ocho micro-satélites orbitan con una inclinación de 35° respecto al ecuador, lo que limita el cubrimiento a zonas ecuatoriales hasta unos ±40° de latitud, y cada uno es cada capaz de medir sensar reflexiones desde 4 emisores GNSS simultáneamente, tomando datos a una cadencia de una medida por segundo.

## Objetivo científico
El objetivo principal de CYGNSS es mejorar el entendimiento del acoplamiento entre las propiedades superficiales del océano, humedad termodinámica atmosférica, radiación y dinámica convectiva en el núcleo interior de un ciclón tropical. Para conseguir este objetivo, el sistema mide la velocidad del viento superficial del océano en diferentes condiciones, incluyendo las experimentadas en el ojo del ciclón. La misión también velocidades del viento en el núcleo de la tormenta con frecuencia suficiente como para detectar una rápida generación o intensificación del ciclón. Como objetivo secundario, el proyecto ayudara a la red global de previsión de huracanes, proporcionando estos datos de velocidad del viento de superficie en los océanos.

## Instrumentos
Cada uno de los 8 satélites CYGNSS integra un Instrumento de mapeo del retraso y Doppler DDM (Delay-Doppler Map), que consiste en:
- Un receptor del mapeo de retraso (DMR)
- Dos antenas apuntando a nadir
- Una antena apuntando al zenit